# Маронитский обряд
Маронитский обряд — один из восточных литургических обрядов, используемый в богослужении Маронитской католической церкви. Вместе с западно-сирийским обрядом принадлежит к западно-сирийской группе антиохийской литургической традиции.

## История
Маронитский обряд восходит к древней богослужебной практике Антиохийской и Эдесской церквей. Исторический язык богослужения — сирийский. В настоящее время используется два литургических языка — арабский и сирийский. В период своего становления испытал сильное влияние иерусалимского богослужения, а также восточно-сирийского обряда. С 1215 года для евхаристии используется пресный хлеб. С XVI века в маронитский обряд проникли некоторые латинские черты, в настоящее время проводится постепенная реформа богослужения, направленная на очищение литургического обряда от излишних латинских заимствований.

## Облачения и сосуды
В литургических облачениях прослеживаются как сирийские (как правило, сходные с византийскими), так и римские черты. Облачение священника составляют амикт, надеваемый поверх альбы, епитрахиль, поручи и фелонь. Епископская митра имеет латинскую форму. Патриарх, кроме прочего, носит омофор и тёмно-синий тюрбан.
На престоле маронитского храма находится таблит — деревянная или каменная плита, выполняющая те же функции, что и византийский антиминс. Звездица вытеснена латинской паллой, но покровцы и воздух аналогичны византийским; существуют специальные сосуды для омовения рук и евхаристической чаши.

## Литургия

### Приготовление даров
- Проскомидия (приготовление даров на жертвеннике)
- Облачение клириков
- Обряд зажжения свечей
- Вход священнослужителей в алтарь.

### Литургия оглашенных и преданафоральная часть
- Доксология
- Входное песнопение
- Переменная молитва дня
- Великое славословие
- Молитва прощения
- Трисвятое
- Чтения из Священного Писания
- Символ веры
- Перенесение даров на престол
- Приветствие мира

### Анафора
В настоящее время в Маронитской церкви используется 6 анафор, все кроме анафоры «Шарар» имеют типично западно-сирийскую структуру. Анафора Шарар («Утверди»), она же анафора 12 апостолов, схожа с восточно-сирийской анафорой Фаддея и Мария. Существовавшее ранее большое разнообразие в вариантах установительных слов в настоящее время полностью ликвидировано и во всех анафорах используются установительные слова литургии 12 апостолов.
- Анафора Шарар, она же анафора 12 апостолов
- Анафора Петра, главы апостолов
- Анафора апостола Иакова, брата Господня
- Анафора апостола Иоанна
- Анафора евангелиста Марка
- Анафора Сикста, Папы римского

Структура всех западно-сирийских анафор имеет тип PSAEJ, где P-префация, S-Sanctus, A-анамнесис, E—эпиклеза, J—интерцессия.

### Причащение
- Преломление Хлеба
- Обряд соединения евхаристических видов
- Возношение Даров над престолом
- Отче Наш
- Молитва общего покаяния
- Духовенство причащается под двумя видами, миряне либо под двумя, либо под одним видом

## Суточный круг богослужений
Суточный круг состоит из семи канонических часов:
- Полунощница
- Утреня
- Третий час
- Шестой час
- Девятый час
- Вечерня
- Повечерие

## Таинства
Чинопоследования всех таинств Маронитской церкви, кроме исповеди и евхаристии, имеют структуру, близкую к византийской. Чин исповеди полностью заимствован из римского обряда.

## Литургический календарь
Литургический год начинается в первое воскресенье ноября и делится на 6 периодов:
- Рождественское время (с первого воскресенья ноября до праздника Богоявления)
- Время Богоявления (от праздника Богоявления до начала Великого поста)
- Великий пост (до праздника Пасхи)
- Пасхальное время (от Пасхи до Пятидесятницы)
- Время Пятидесятницы (от Пятидесятницы до 14 сентября)
- Время Святого Креста (от 14 сентября до первого воскресенья ноября)

Великий пост длится 7 недель, начинается в понедельник, как в византийском обряде, но в первый день поста проводится заимствованный из латинской пепельной среды обряд возложения пепла. Праздники Благовещения, Посещения и Рождества Иоанна Крестителя празднуются в маронитском обряде в определённые воскресенья предрождественского периода. Даты подвижных праздников определяются по западной пасхалии, неподвижных — по григорианскому календарю.